# 带花叶蛛
带花叶蛛（学名：Synaema zonatum）为蟹蛛科花叶蛛属的动物。在中国大陆，分布于湖南等地。该物种的模式产地在湖南张家界。